# Leon Vitali
Alfred Leon Vitali (Leamington Spa, 25 luglio 1948 – Los Angeles, 20 agosto 2022) è stato un attore e aiuto regista britannico.

## Biografia
Di origine italiana, divenne noto per aver collaborato con il regista Stanley Kubrick, il quale gli assegnò un ruolo nel film Barry Lyndon e una piccola parte in Eyes Wide Shut. Fu assistente personale del regista in Shining, e assistente alla regia e direttore del casting in Full Metal Jacket e Eyes Wide Shut.

## Vita privata
Ebbe due figli, Vera e Max, entrambi attori, avuti dalla prima moglie, la costumista Kersti Vitali. Dal 2005 era sposato con Sharon Masser.

## Filmografia

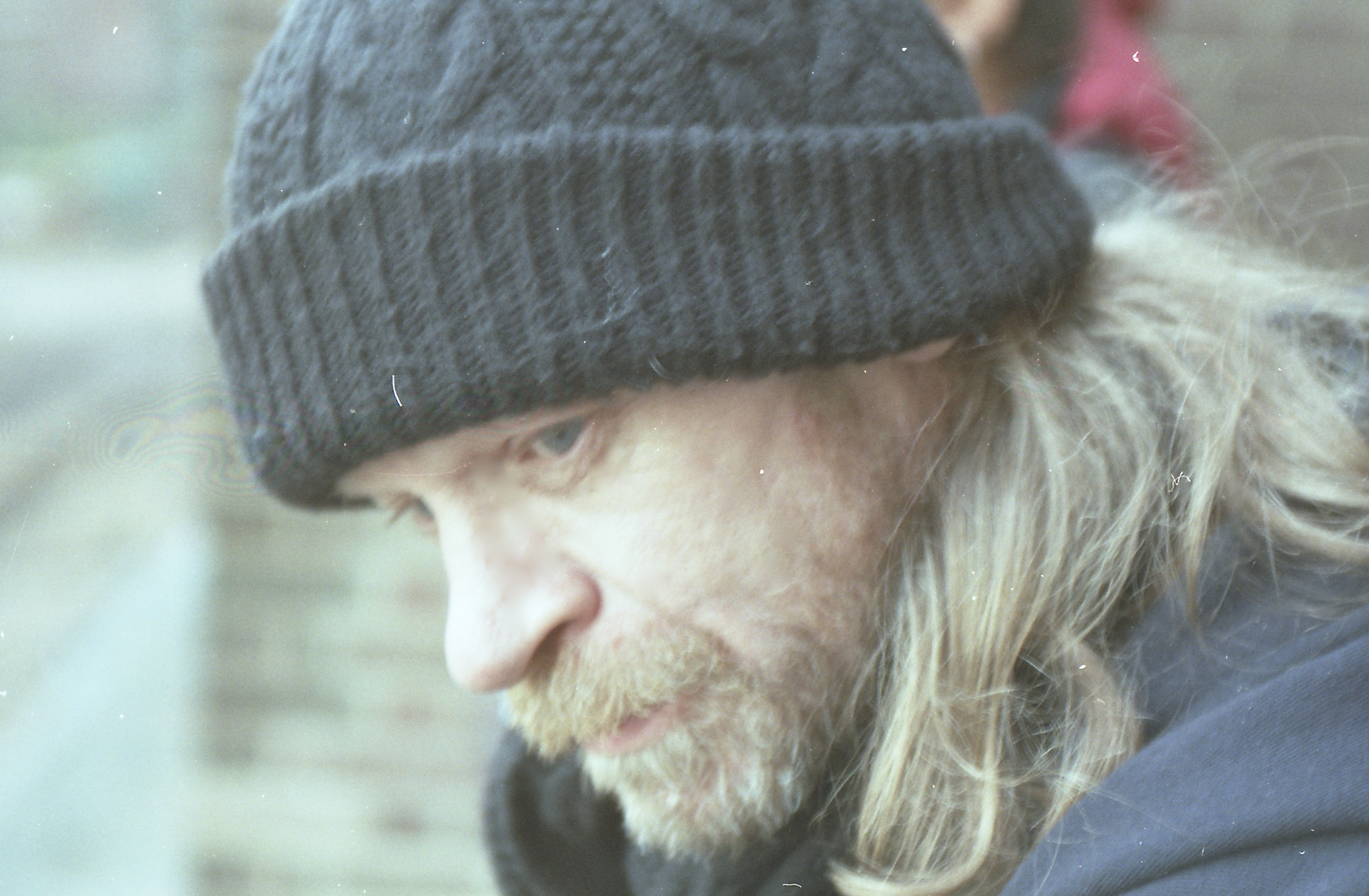
Leon Vitali nel 2013.

- Si può essere più bastardi dell'ispettore Cliff? (Super bitch), regia di Massimo Dallamano (1973)
- Barry Lyndon, regia di Stanley Kubrick (1975)
- Victor Frankenstein (Terror of Frankenstein), regia di Calvin Floyd (1977)
- Inter rail, regia di Birgitta Svensson (1981)
- Eyes Wide Shut, regia di Stanley Kubrick (1999)
- Little Children, regia di Todd Field (2006)
- Romeo and Juliet, regia di Carlo Carlei (2013)

## Doppiatori italiani
Nelle versioni in italiano dei suoi film, Leon Vitali è stato doppiato da:
- Rodolfo Traversa in Barry Lyndon
- Oreste Lionello in Eyes Wide Shut